# Paradelphomyia pacifica
Paradelphomyia pacifica là một loài ruồi trong họ Limoniidae. Chúng phân bố ở miền Tân bắc.